# フリードリヒ・ヴィルヘルム・ピクシス
フリードリヒ・ヴィルヘルム・ピクシス（Friedrich Wilhelm Pixis, 1785年3月12日 - 1842年10月20日）は、ドイツのヴァイオリニスト、作曲家。

## 生涯
ピクシスはマンハイムに生まれた。父のフリードリヒ・ヴィルヘルム・ピクシス（1755年-1805年）は同地の教師、オルガニストであった。ピクシスははじめ父から手ほどきを受け、その後ハインリヒ・リッター（Heinrich Ritter）とイグナーツ・フレンツルに師事した。数年の修業期間の後、彼は公開演奏会を行った。弟のヨハン・ペーター・ピクシスはピアニストであったため父は1796年に2人を連れて演奏旅行に出かけ、ドイツ、デンマーク、ロシア、ポーランドを巡った。
1798年の3月から5月には、ピクシス兄弟はハンブルクで演奏会を開いている。この際ピクシスは、3月からハンブルクとシェーネフェルトを放浪していたヴァイオリニストのジョヴァンニ・バッティスタ・ヴィオッティの目に留まり、1798年の夏の夏の間を父と共にシェーネフェルトに滞在してヴィオッティのレッスンを無料で受けられることになった。この特訓を終えた同年10月6日には、ピクシス兄弟はハンブルクのフランス劇場で再び演奏会を催している。1804年から1806年の間、ピクシスはマンハイムの管弦楽団でヴァイオリン奏者を務めた。父はウィーンへと居を移した。ピクシス兄弟は1805年の秋にヨハン・ゲオルク・アルブレヒツベルガーに作曲の指導を受けている。1806年から1807年には2人はプラハで演奏会を行い、1807年10月にはライプツィヒでゲヴァントハウスの舞台に上っている。
1811年、ピクシスは設立間もないプラハ音楽院のヴァイオリンの教授として迎え入れられた。その後、彼は劇場の管弦楽団及び音楽家協会の運営にも携わっており、プラハの音楽水準の向上に貢献した。彼はプラハ・ヴァイオリン学校の創設者とされている。卒業生には彼の息子のテオドール・ピクシス、モーリッツ・ミルトナー（Moritz Mildner）、ヤン・ヴァーツラフ・カリヴォダ、カール・フェルディナント・ヒュックスらがいる。ピクシスはボヘミア軍の大佐であったアルベルト・フォン・ノスティッツ＝リーネック伯爵のために、定期的な室内楽演奏会を催した。ピクシス自身もヴァイオリニストとして四重奏に参加しており、彼の弦楽四重奏団は同時代の人々から最高の音楽的感興をもたらすものと称賛された。彼は音楽アカデミーを主宰して自作曲を演奏するなどしたが、そうした楽曲はわずかしか現存しない。ヴァイオリンと管弦楽のためのコンチェルティーノ ニ長調、協奏曲、序曲、変奏曲、弦楽四重奏曲 Op.1 ニ長調、ソナタなどがそれにあたる。